# 바타가이카 분화구

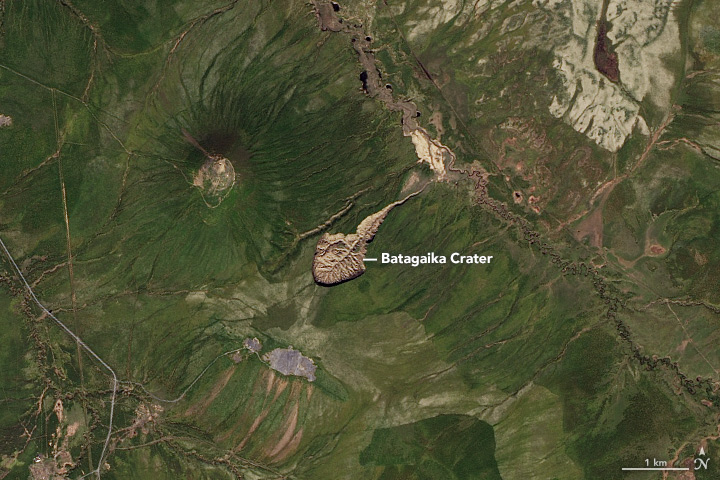
2016년 NASA 사진

바타가이카 분화구(Batagaika crater)는 체르스키산맥 지역의 열카르스트 함몰지이다. 세계에서 가장 큰 영구동토층 분화구로 행정상으로는 러시아 사하 공화국에 속하며 베르호얀스키 지구에 있다.

## 설명
함몰된 부분은 최대 100m(328피트) 깊이의 1km 길이의 갈라진 틈 형태이며, 바타가이에서 남동쪽으로 10km(6.2마일), 5km(3.1마일) 떨어진 동시베리아 타이가에서 자라고 있다. 수도 야쿠츠크에서 북북동쪽으로 약 660km 떨어진 정착지 북동쪽에 위치한 에세-카이야(Ese-Khayya). 이 구조는 야나강의 오른쪽 지류인 바타가이카(Batagayka)의 이름을 따서 명명되었다. 1960년대 주변 숲이 정리된 후 영구동토층이 녹아 땅이 가라앉기 시작했다. 홍수는 또한 분화구의 확대에 기여했다. 고생물학자들은 분화구 가장자리 주변의 진흙 속에 묻혀 있는 빙하기 화석을 발견했다. 분화구로 정기적으로 산사태가 발생하고 영구 동토층이 지속적으로 녹고 있기 때문에 가장자리는 매우 불안정하다. 이 분화구는 현재 크기가 커지고 있다.